# Georges III de Mingrélie
Georges III de Mingrélie (Giorgi III Dadiani géorgien : გიორგი III დადიანი; mort en 1582) fut prince de Mingrélie, de la maison des Dadiani, de 1572 à 1573 et de nouveau de 1578 jusqu'à sa mort. Il est le fils aîné et successeur de Léon Ier Dadiani,.
Georges III Dadiani exerce le pouvoir en Mingrélie, un des États qui ont émergé après la  désintégration du royaume de Géorgie au XVe siècle, il a comme concurrent le souverain voisin, le Gouriel Georges, prince de Gourie, et son propre frère cadet, Mamia IV. En 1573, ce dernier lui succède en l’expulsant, et il ne peut récupérer son trône que grâce à l'intercession du roi Georges II d'Iméréthie et au prix de concessions territoriales et financières en 1578. Ensuite la Mingrélie connait une paix relative jusqu'à la mort de Georges III en 1582. L'historien Cyrille Toumanoff, fréquemment utilisé par l'historiographie moderne est en désaccord avec la chronologie traditionnelle, établie au début du XVIIIe siècle par le prince Vakhoucht Bagration, et date le règne de Georges III des années 1546–1574 et 1574–1582,.

## Règnes

### Accession et déposition
Georges III Dadiani succede à son père, Léon Ier Dadiani, comme prince de Mingrélie, à sa mort en 1572, selon le Prince Vakhoucht, ou après sa déposition en 1546, selon Cyrille Toumanoff. Le règne de Georges est dominé par les relations complexes avec les dynasties géorgiennes voisines, particulièrement avec le roi d'Iméréthie son suzerain nominal, et le Gouriel prince de Gurie.
Peu après l'accession au trône de Georges III, le roi Georges II d'Iméréthie arrange le mariage de son héritier
Bagrat avec la sœur du Dadiani. Le souverain de Gourie, Georges II de Gourie, qui voit dans cette alliance un danger pour sa propre sécurité, effectue un rapprochement avec le frère cadet du Dadiani, Mamia, à qui il donne sa propre sœur comme épouse. Le Gouriel envahit ensuite la Mingrélie, défait le Dadiani à Zougdidi, et installe Mamia à sa place, obligeant Georges Dadiani à fuir en Abkhazie et le contraignant par la même à tenter de regagner son trône avec l'aide des Abkhazes et des Circassiens,.

### Restauration
Pendant que Georges III Dadiani est en exil, le Gouriel  réussit à consolider la position de Mamia IV en obtenant sa reconnaissance par le roi d'Iméréthie, mais la Mingrélie doit céder à la couronne les anciens états des Chiladzé une noble famille qui avaient été acquis par Léon Ier Dadiani. En desepoir de cause, Georges Dadiani approche directement le roi d'Iméréthie, qui propose un compromis, en 1578 (selon le prince Vakhoucht): le Dadiani déchu est autorisé à reprendre son règne, mais il doit payer une indemnité au Gouriel pour ses fautes passées telles que son abandon de sa première femme, la sœur du Gouriel. Comme Georges III Dadiani est à court d'argent, il doit donner en gage au Gouriel Khobi jusqu'à ce que le montant en or ait été complètement obtenu de cette cité. Mamia Dadiani reçoit comme compensation l'ancien fief des Chiladzé, connu sous le nom  Sachilao. Afin de cimenter la paix le roi d'Iméréthie accepte de donner en mariage à Georges III Dadiani une sœur de sa propre épouse,.

### Dernières années
Quelques années de paix règnent en Mingrélie, mais vers 1580, Batulia, seigneur Sajavakho, l'oncle que Georges III Dadiani avait antérieurement humilié en lui enlevant son épouse, trame une révolte contre lui. Dadiani mobilised ses forces loyales et Batulia se réfugie en Gourie. En échange de la vie du rebelle, le Gouriel obtient  Sajavkho et laisse des agents du Dadiani tuer Batulia dans sa prison à Ozourguéti, À la fin de son règne en 1581, Georges III Dadiani, accompagne le Gouriel et le roi d'Iméréthie, qui sur ordre du  sultan ottoman, effectue une expédition en Géorgie orientale dans la Basse Kartlie. Ils trouvent les habitants en fuite, brûlent des villages vides et reviennent sans butin,.
Après la mort de Georges en 1582, le trône princier revient à son frère Mamia IV Dadiani, qui convainc le Gouriel de capturer et d’incarcérer son neveu le jeune Levan/Léon et qui ensuite utilise le prétexte de la mort du jeune garçon — par défenestration lors d'un tentative d'évasion — pour attaquer la Gourie,,.

## Famille
Giorgi III Dadiani contracte trois unions. Sa première épouse est Rodam, une fille du Gouriel Rostom, prince of Guria, dont il divorce en in 1564 lorsqu'il prend la femme de son oncle Batulia une princesse circassienne. Sa troisième épouse est Thamar, issue de la dynastie
Abkhaze des Chervachidzé, une belle-sœur de Georges II d'Iméréthie. Georges ne laisse qu'un fils nommé Léon/Levan (1577–1582). Il doit également être le père d'une fille, Ana, qui épouse Georges Lipartiani, seigneur de Salipartiano.